# Alpha Sagittae
Désignations
Alpha Sagittae (α Sge), également nommée Sham, est une étoile de la constellation de la Flèche. Sa magnitude apparente est de +4,37. Malgré sa désignation alpha, ce n'est pas l'étoile la plus brillante de la constellation, ce titre revenant à Gamma Sagittae. D'après la mesure de sa parallaxe annuelle par le satellite Gaia, Alpha Sagittae est située à environ 427 années-lumière de la Terre. Elle s'éloigne du Système solaire à une vitesse radiale de +1,7 km/s.

## Nomenclature
Alpha Sagittae porte également le nom traditionnel de Sham ou Alsahm, qui vient de l'arabe et qui signifie « Flèche », le nom ayant été anciennement donné à la constellation entière. Le nom de Sham a été officialisé par l'Union astronomique internationale le 12 septembre 2016.

## Propriétés
Alpha Sagittae est une étoile géante lumineuse jaune de type spectral G1II. Sa luminosité est égale à 340 fois celle du Soleil et sa température de surface est de 5400 kelvins. Le rayon de l'étoile est environ 20 fois celui du Soleil et sa masse 4 fois celle du Soleil.